# Nils Oskar Jansson
Nils Oskar Jansson, från 1921 Jansson-Vretdal, född 9 februari 1862 i Kimito, död där 20 januari 1927, var en finländsk folkbildningsman. 
Jansson var från 1885 lärare vid Vreta folkskola i Kimito. Han var en ivrig förkämpe för finlandssvensk kultur och föregångsman på flera områden. Under anspråkslösa förhållanden grundade han ett anmärkningsvärt hembygdsmuseum, Sagalund, och samlade ett stort bibliotek. Han inrättade även den första småbrukarskolan i landet, Wrethalla, i vars direktion han var ordförande.